# 芭呂沢駅
芭呂沢駅（ばろさわえき）は、北海道（胆振支庁）勇払郡鵡川村空内（現・むかわ町旭岡二区）にあった北海道鉄道（2代）金山線（後の日本国有鉄道（国鉄）富内線）の駅（廃駅）である。1943年（昭和18年）8月1日の北海道鉄道国有化とともに廃駅となった。

## 歴史
大正年間から昭和初期にかけてはバロ沢上流の原木搬出・製炭などが盛んで、一時は引込み線も有していた。最盛期には百戸以上の入植者があって駅前に小さな街が形成されていたが、1932年（昭和7年）頃には取り尽くしたため各地へ離散し、僅かな農家だけとなった。
- 1923年（大正12年）6月12日 - 北海道鉱業鉄道金山線の芭呂沢駅（ばろさわえき）として開業[5]。一般駅[2]。無人駅。
- 1924年（大正13年）3月3日 - 鉄道会社名を北海道鉄道（2代目）に改称、それに伴い同鉄道の駅となる。
- 1936年（昭和11年）5月19日届出 - 停留場に格下げ[2]。芭呂沢停留場となる。同時に貨物・荷物の取扱いを廃止か?
- 1943年（昭和18年）8月1日 - 戦時買収による国有化とともに廃駅となる[2]。

### 駅名の由来
現在の旭岡二区を指す地名「バロ沢」より。1943年（昭和18年）11月15日施行の字名改正で当地の字が旭岡に集約される以前は小字名でもあった。
当地にはアイヌ名で「ユㇰペッ」、和名で「生鼈沢（いくべつざわ）」と呼ばれる川が流れていたが、その河口にあったアイヌのコタン、ユㇰペッコタンに居住していたアイヌのリーダー、バロカトク（日本名：本田バロカトク）の名から、次第にバロ沢と呼ばれるようになったとされる。

## 駅周辺
（* 北海道道74号穂別鵡川線）
- 鵡川[7]
- イクベツ沢川（旧・バロ沢）
- 芭呂牧場（1923年）[8]
- 周辺は三井物産所有森林（1923年）[8]
- 周辺人口：320人（1923年）[8]

## 利用状況
1923年（大正12年）6月-10月?　の乗降者数：2,755人（1日当たり約18人）

## 駅跡
雑木林の中に路盤の一部（バラスト）が確認でき、付近には金属製の13kmのキロポストが残存している。

## 隣の駅
日本国有鉄道
富内線
萠別駅（後の春日駅） - 芭呂沢駅 - 生鼈駅（後の旭岡駅）